# رحیم‌الله یوسف‌زی
رحیم الله یوسف‌زی (زاده ۱۰ سپتامبر ۱۹۵۴ – درگذشته ۹ سپتامبر ۲۰۲۱) روزنامه‌نگار و تحلیلگر سیاسی و امنیتی پاکستانی بود که بیشتر به خاطر مصاحبه با اسامه بن لادن و ملاعمر رهبر طالبان افغانستان مشهور بود. او خبرنگار جنگ بود.

## مرگ
یوسف‌زی در ۹ سپتامبر ۲۰۲۱ درگذشت. نماز بر پیکر او در زادگاهش اینزرگی، کاتلانگ، ولسوالی مردان خوانده شد و در ۱۰ سپتامبر ۲۰۲۱ به خاک سپرده شد. نخست‌وزیر عمران خان، ژنرال قمر جاوید باجوا، رئیس ستاد ارتش، اسفندیار ولی خان، رهبر حزب ملی عوامی، چودری فؤاد حسین وزیر فدرال، اتحادیه روزنامه نگاران فدرال پاکستان و دیگران درگذشت وی را تسلیت گفتند.